# Elatostema
Elatostema é um género botânico pertencente à família Urticaceae.